# Де Роза, Джузеппе
 Джузеппе Де Роза (итал. Giuseppe De Rosa, род. 7 ноября 1951) — итальянский актёр кино и телевидения.

## Биография и творчество
Родился в Неаполе 7 ноября 1951 года.
Начал карьеру в театре примерно второй половине 1970-х годов, часто работая над текстами, написанными Эдуардо Де Филиппо и Армандо Пульезе.
В 1980-х годах начал сниматься в кино. До второй половины 1990-х годов его известность оставалась связанной в основном с ролями в комедиях.
Затем Джузеппе Де Роза начал применять свои актёрские способности и на телевизионном экране, часто работая с режиссёром Пьером Франческо Пингиторе.
Высоко оцененный различными итальянскими режиссёрами, в том числе Нанни Лоем, Де Роза вместе с Томмазо Бьянко и Луиджи Петруччи является одним востребованных актёров Италии.

### Фильмография
На итальянском языке:
| - La gatta da pelare, (1981) - Mi manda Picone, (1983) - Se lo scopre Gargiulo, (1988) - Scugnizzi, (1989) - Sabato, domenica e lunedì, (1990) - Pacco, doppio pacco e contropaccotto, (1993) - Voll normaaal, (1994) - Ninfa plebea, (1996) - Il grande botto, (2000) - A ruota libera, (2000) | - Non con un bang, (2001) - South Kensington, a (2001) - Solino, (2002) - L’avvocato De Gregorio, (2003) - Le barzellette, (2004) - Ma che ci faccio qui!, (2006) - Into Paradiso, (2010) - 20 anni, (2012) - Benvenuto Presidente!, (2013) |